# Fargo (film)
Pour les articles homonymes, voir Fargo.
Pour plus de détails, voir Fiche technique et Distribution.
Fargo est un film américano-britannique coécrit et coréalisé par les frères Coen et sorti en 1996.
L'actrice Frances McDormand y joue le rôle d'une chef locale de la police, enceinte, enquêtant à propos de meurtres commis sur une route de l'État américain du Minnesota, près de la petite ville de Brainerd. Ces morts violentes la mènent sur la piste d'un directeur commercial d'une concession automobile (interprété par William H. Macy), en butte à des difficultés financières : il a ainsi imaginé d'engager deux malfrats (Steve Buscemi et Peter Stormare) pour l'enlèvement de sa femme, avec l'objectif de demander une forte rançon à son beau-père (Harve Presnell), dont les affaires sont florissantes dans la conurbation principale de l'État : Minneapolis-Saint Paul. Le titre du film provient du lieu choisi pour la première scène, où le complot de l'enlèvement est organisé : Fargo, ville-frontière entre le Minnesota et le Dakota du Nord.
Il s'agit du sixième film des frères Coen. Fargo a été présenté en compétition officielle du festival de Cannes 1996. Joel Coen reçoit le prix de la mise en scène. Le film est à la fois un succès critique et commercial.
En 2006, le film est sélectionné par le National Film Registry pour être conservé à la bibliothèque du Congrès des États-Unis en raison de son « importance culturelle, historique ou esthétique » : il est l'un des six films désignés l'année de leur éligibilité. Il est par ailleurs choisi par l'American Film Institute en 1998 pour faire partie des 100 plus grands films américains mais il disparaît de cette liste en 2007.
Une série télévisée inspirée du film est diffusée sur FX depuis 2014.

## Synopsis
En hiver 1987, Jerry Lundegaard, le directeur commercial en difficulté financière d'une concession automobile de Minneapolis appartenant à son beau-père, Wade Gustafson, se rend à Fargo, dans l'État voisin du Dakota du Nord. Il y rencontre les malfrats Carl Showalter et Gaear Grimsrud, qu'il embauche pour enlever sa femme Jean, en échange d'abord d'une Oldsmobile Cutlass Ciera flambant neuve sortie de la concession. Après l'enlèvement et l'extorsion d'une rançon de 80 000 $ à son beau-père, sans l'intervention de la police, l'accord est que Jerry en donne la moitié aux malfrats et qu'il garde le reste pour lui. En réalité, le coup monté par Jerry consiste à rester le seul interlocuteur des truands et à faire croire à son beau-père que les truands réclament 1 000 000 $ contre la libération de Jean : il pourra ainsi garder la différence pour lui (soit 960 000 $), son beau-père et les malfrats n'ayant jamais été en contact direct. 

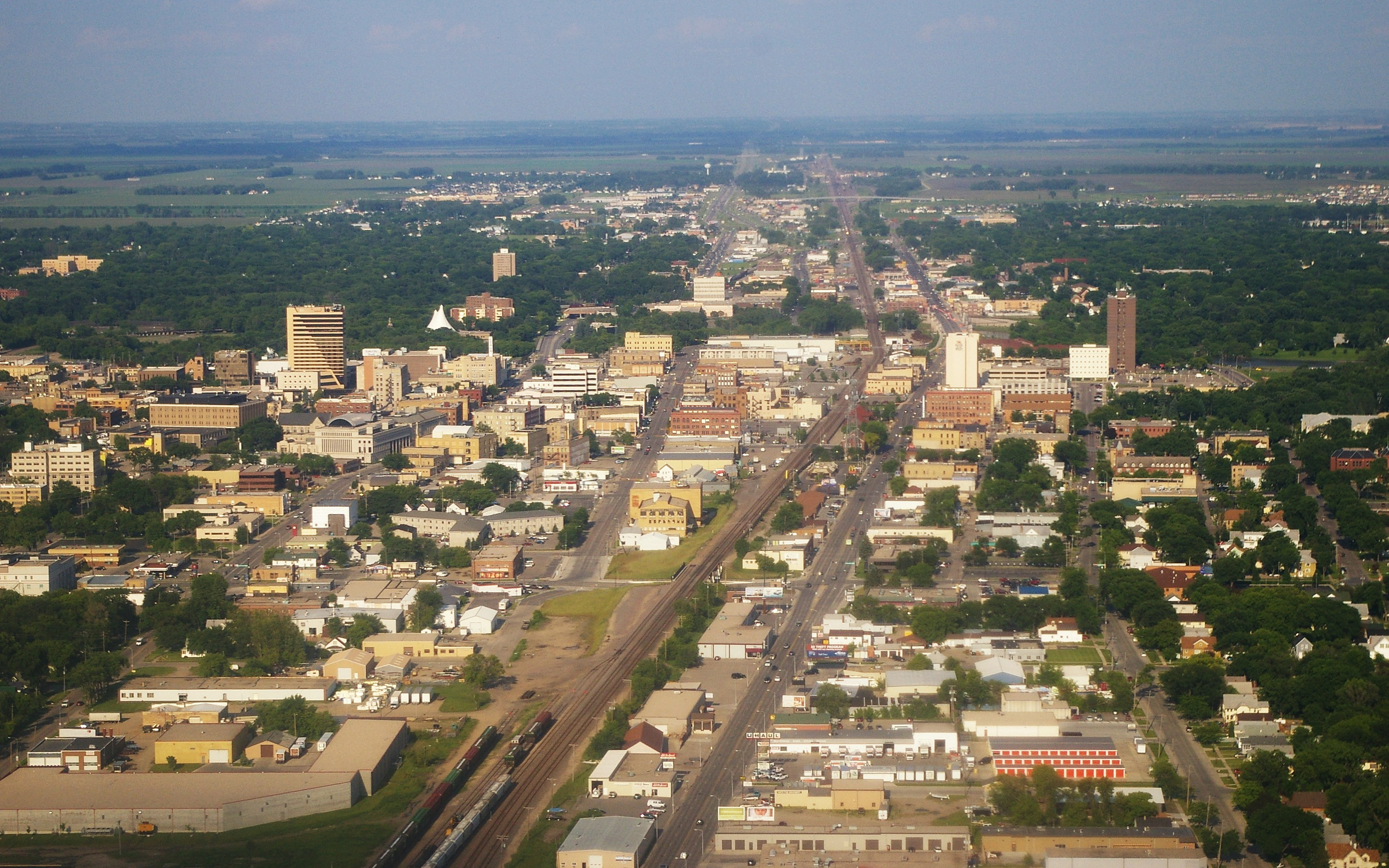
Vue générale de Fargo

Comme, dans le bureau de sa concession, Jerry passe une partie de son temps à fournir des numéros de série illisibles, probablement dans le but de pouvoir déclarer quelques fausses immatriculations, la société de prêt du constructeur de voitures — GMAC — menace de demander le remboursement des prêts qu'elle a déjà consentis pour les ventes des voitures concernées, prêts normalement destinés à des clients de la concession. En effet, elle soupçonne de possibles détournements de fonds, possiblement réalisés par Jerry.
Parallèlement, en vue de monter sa propre affaire d'exploitation de parking, Jerry a proposé à Wade l'étude d'un dossier de financement : il souhaite que son beau-père lui prête la mise de fonds initiale — 750 000 $ — afin de pouvoir démarrer son affaire. À son retour de Fargo, au cours du dîner où Wade s'est invité chez sa fille — et son beau-fils — Jerry lui reparle de ce dossier : Wade semble enfin lui prêter attention et lui conseille de montrer le dossier à son directeur financier Stan Grossmann, car il estime que le dossier lui paraît bon.
Avant de quitter sa maison le matin, Jerry est appelé par son beau-père qui le convoque pour 14 h 30 dans son bureau d'une tour de Minneapolis. Entre-temps, Jerry se rend à son travail à la concession comme d'habitude. Il se met à penser que ses finances personnelles pourront aller mieux et se dit qu'il n'a plus besoin de faire enlever sa femme. Tentant alors d'annuler le rapt, il ne parvient pas à joindre ses hommes de main déjà en route pour Minneapolis, au volant de leur Ciera neuve.
Dans la matinée, alors que Jean tricote paisiblement devant sa télévision, Carl et Gaear s'introduisent violemment dans sa maison et l'enlèvent.
Jerry, qui ne sait pas encore ce qui s'est passé chez lui, va à son rendez-vous chez Wade, comme prévu. Il est humilié par Wade et Stan qui se moquent de lui : Jerry se trompe lourdement en croyant que Wade pourrait lui prêter une somme aussi importante sans garantie. L'affaire les intéresse, pour qu'ils l'exploitent eux-mêmes. Jerry devra alors se contenter d'une commission d'apporteur d'affaires, largement insuffisante pour rembourser ses dettes. « Nous ne sommes pas des banquiers », lui disent-ils d'un air complice. En outre, si Jerry n'est pas intéressé par leur « deal », ils sont prêts à lancer l'affaire pour leur propre compte, « en toute indépendance », donc probablement sans verser à Jerry la moindre commission. Jerry ressort de l'entretien terriblement déçu et dépité, conscient d'être berné.
Jerry rentre chez lui dans l'après-midi après avoir fait quelques courses et, voyant l'effraction commise dans la maison, comprend que l'enlèvement s'est déjà produit.
Carl et Gaear ont quitté Minneapolis, ils roulent de nuit sur la route enneigée pour rejoindre leur « planque » de Moose Lake, non loin de Brainerd, également dans le Minnesota. Carl est au volant. Jean se trouve allongée en travers de la banquette arrière, ficelée et totalement invisible, enveloppée dans une couverture. Comme Carl et Gaear n'ont pas pris la précaution de poser des plaques d'immatriculation à leur voiture neuve, un policier du Minnesota en patrouille les prend en chasse et les interpelle en rase campagne aux abords de Brainerd. Carl montre ses papiers en ouvrant son portefeuille et, au moyen d'un billet de banque qu'il fait légèrement dépasser, tente de soudoyer le policier pour écourter l'interpellation. Le policier est soupçonneux et lui demande de sortir du véhicule. Au même instant, Jean sous sa couverture pousse de petits gémissements qui parviennent à l'oreille du policier. Gaear, inquiet du danger alors encouru, agrippe aussitôt la chevelure du policier, extrait un pistolet de sa boîte à gants et le tue instantanément d'une balle dans le crâne. Carl déplace péniblement le corps tombé sur la route, lorsqu'un couple arrive en face en voiture, ralentit, réalise le drame qui vient d'avoir lieu et, effrayé, accélère pour s'enfuir. Gaear se décale pour se mettre précipitamment dans le siège du conducteur, prend le volant, fait un tête-à-queue et les poursuit à distance, l'arme à la main. La voiture du couple fait une embardée et se retourne sur le bas-côté, elle est immobilisée sur le toit. Gaear les rejoint et oriente ses phares vers le véhicule accidenté. L'homme réussit à s'extraire de la voiture et tente de s'échapper en courant dans la neige. Gaear le tue à distance d'une balle dans le dos, puis tue ensuite la passagère restée prisonnière du véhicule.
Jerry recontacte son beau-père pour lui expliquer les choses et lui annoncer la demande de rançon qui s'ensuit. Ils se rencontrent dans un café avec Stan également présent. Jerry parvient à rallier Stan à son opinion : il ne faut pas prévenir la police et il est préférable de se soumettre aux exigences des ravisseurs. Wade, furieux, tente de voir si on ne peut pas ramener la rançon à 500 000 $, puis part et va probablement être convaincu par Stan.
La police locale de Brainerd, sous la direction de Marge Gunderson enceinte de sept mois, est chargée d'enquêter sur les meurtres. Le premier indice probant est récupéré dans le véhicule de patrouille du policier du Minnesota : en effet, avant l'interpellation, ce dernier avait pris soin de noter dans son carnet de bord qu'il venait d'arrêter une Ciera de couleur ocre, qui ne portait aucune plaque d'immatriculation. Après avis de recherche, cela permet à Marge de savoir rapidement que, la veille des meurtres, les tueurs avaient fréquenté le motel Babe, The Blue Ox dans lequel ils avaient utilisé les services de deux prostituées et passé quelques coups de fil, notamment à un dénommé « Shep Proudfoot » de Minneapolis. En outre, les deux « filles » interrogées par Marge lui confirment que les deux occupants de la Ciera étaient en route pour la conurbation de Minneapolis–Saint Paul. Marge décide alors de se rendre dans la capitale du Minnesota pour poursuivre l'enquête et y retrouver Shep.
Carl rappelle Jerry à son bureau pour organiser le versement de leur part de rançon ; le retour dans la région de Brainerd « s'étant mal passé », il exige le doublement de leur part, soit désormais 80 000 $, invoquant les « cas de force majeure, les catastrophes naturelles ». Carl laisse donc Jean et son geôlier Gaear dans leur baraque forestière des bords de Moose Lake pour partir pour Minneapolis en vue de récupérer l'argent.
Jerry, à son domicile, rencontre à nouveau Wade qui est toujours accompagné de Stan, son directeur financier. Wade a rassemblé le million de dollars de la rançon et rumine toujours l'idée de rencontrer lui-même les ravisseurs. Jerry cherche toujours à l'en dissuader en prétextant l'intransigeance de ces ravisseurs et leur possible violence. Il n'a plus l’appui de Stan qui écoute désormais son patron. Jerry indique qu'il attend un appel des ravisseurs qui vont lui fixer le lieu de remise de la rançon.
Carl, arrivé à Minneapolis, se rend au parking de « longue durée » de l’aéroport de Saint-Paul pour y dérober des plaques d’immatriculation.
Marge est aussi arrivée à Minneapolis et a obtenu des renseignements sur Shep : elle le retrouve dans la concession de Wade. Shep est très mal à l'aise car Marge semble près de faire le lien entre les tueurs de Brainerd et lui-même : il risque de retourner en prison car il est en liberté conditionnelle après avoir été condamné dans une affaire de trafic de stupéfiants. Marge interroge ensuite Jerry, brièvement, lui demandant s'il manque par hasard un véhicule dans sa concession. Elle repart sans résultat concret.
En attendant de rencontrer Jerry, Carl, de son côté, « tue le temps » en fréquentant un grand hôtel — où se produit le chanteur José Feliciano — et il est attablé avec une prostituée : il finit la soirée dans une chambre de motel où, alors qu'il est au lit avec elle, Shep le retrouve, l'extrait violemment du lit et le passe à tabac, furieux de risquer d'être impliqué dans une affaire avec de multiples meurtres.
Carl, très en colère d'avoir dû subir les coups de Shep, appelle Jerry chez lui pour lui donner le lieu de rendez-vous et exige avec véhémence qu'on respecte ses conditions. Wade, qui attend aussi l'appel dans la maison de Jean et Jerry, écoute la conversation sur un autre combiné et se précipite avec sa mallette pleine de billets pour devancer Jerry au point de rencontre, l'étage supérieur du parking de l'hôtel Radisson. Jerry est dépité de voir son beau-père partir seul : il le suit avec quelques minutes de retard.
Dans sa voiture, Wade prend la précaution de préparer un revolver. Arrivé à destination, il aperçoit une voiture seule sur le parking enneigé. Carl sort de sa voiture en même temps que Wade et se rend compte que ce n'est pas Jerry qui est au rendez-vous : il s'emporte et vocifère contre Wade. De son côté, Wade, la mallette de billets à la main, hurle et exige de Carl qu'on lui rende sa fille, sinon il ne donnera pas l'argent. Carl, excédé, ne supportant plus une telle arrogance, tire à bout-portant sur Wade qui s'écroule. Une fois à terre, Wade sort son arme et atteint Carl d'une balle dans la mâchoire, alors que ce dernier s’abaisse pour s’emparer de la mallette. Carl, furieux, achève Wade de plusieurs coups de pistolet. Il remonte dans sa Ciera avec la mallette et dévale à toute vitesse les étages du parking ; il croise Jerry qui monte pour rejoindre le lieu de rendez-vous et manque de le percuter. Carl, le visage ensanglanté, passe devant la guérite du gardien du parking, tout effaré du spectacle. De son poste de conduite, Carl tue aussitôt le gardien et enfonce la barrière de sortie. Pendant ce temps, Jerry arrive au sommet du parking et y récupère le corps de son beau-père qu'il hisse dans son coffre de voiture. Puis il rentre à son domicile et, sans rien laisser paraître, répond à son fils, qui le prévient que Stan a appelé deux fois, qu'il va aller se coucher.
Dans les environs de Brainerd, l'agent Olson — policier dans l’équipe de Marge — interroge Monsieur Mohra, alors en train de balayer la neige devant chez lui, car il a souhaité faire une déposition ; ce dernier déclare à Olson que, récemment, lorsqu'il travaillait dans son bar près de Brainerd, il a rencontré un client bizarre qui espérait « des arrangements » pour rencontrer des prostituées. Il affirmait en effet beaucoup s'ennuyer au bord de son lac. La discussion s'était envenimée et le client s'était plus ou moins vanté d’être en mesure de faire définitivement taire ses interlocuteurs trop arrogants. Olson demande à M. Mohra s'il a une idée du lac au bord duquel l'individu peut se trouver : M. Mohra lui répond que c'est probablement « Moose Lake », ceci en fonction de la situation de son bar.
Carl, en route entre Minneapolis et Moose Lake, s'arrête en rase campagne pour examiner le contenu de la mallette qu'il a prise à Wade : il constate qu'elle contient bien plus que les 120 000 $ qu'il pensait avoir été demandés en rançon. Il profite aussi de cette pause pour changer le pansement sommaire qu'il s'est appliqué à la mâchoire. Il préleve ensuite la somme que Gaear et lui sont convenus de se partager — 80 000 $ — et parcourt quelques dizaines de mètres sur le bas-côté enneigé de la route pour dissimuler la mallette avec le reste des fonds le long d'une immense clôture : au moyen d'un grattoir à glace pour pare-brise, il creuse un trou de quelques dizaines de centimètres dans l'épaisseur de la neige et y enfouit la mallette qu'il recouvre de cette même neige. Pour pouvoir retrouver son butin ultérieurement, il plante son grattoir à proximité, dont il laisse émerger le manche coloré.

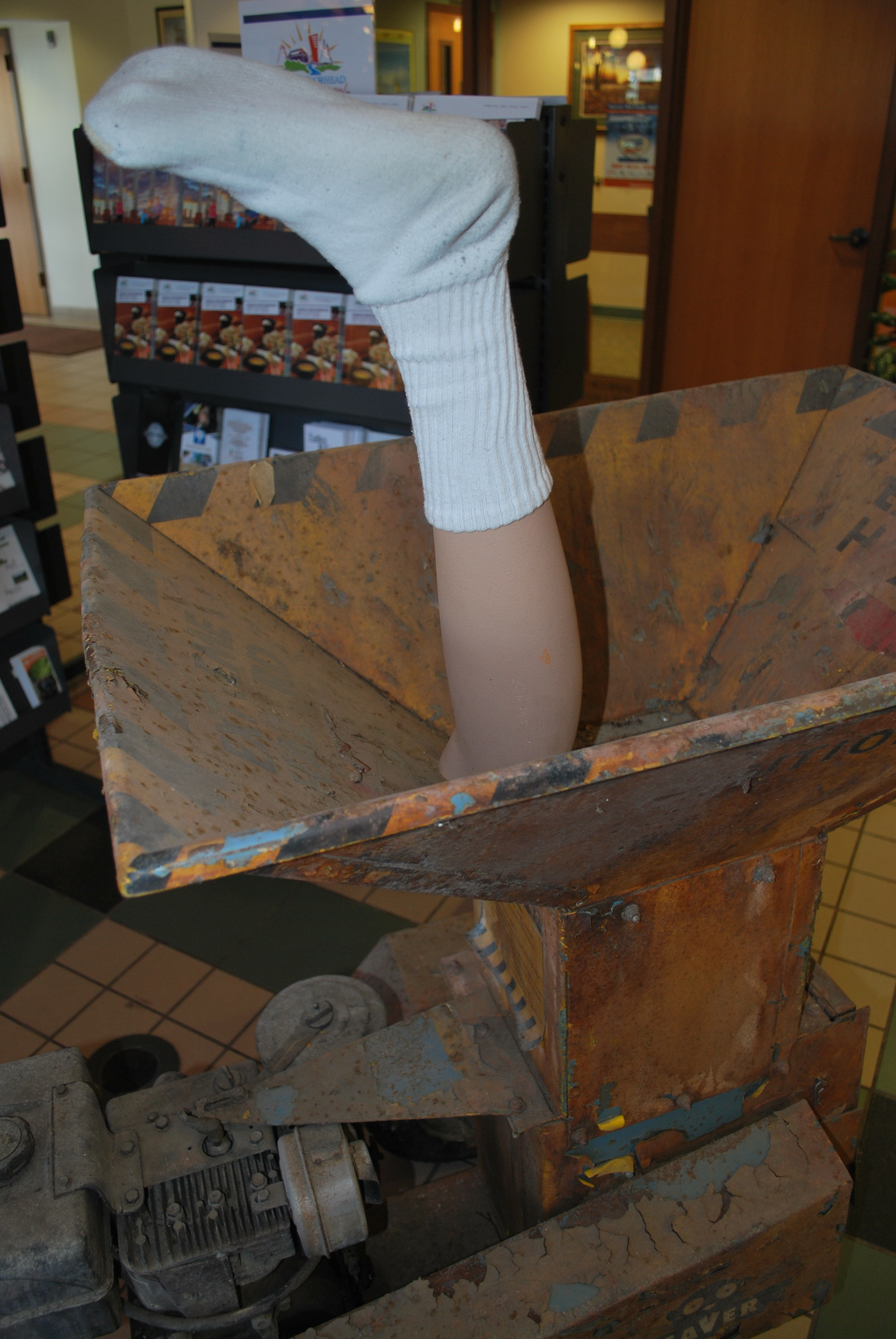
Pied de Carl dans le broyeur à végétaux

Marge va quitter Minneapolis pour retourner à Brainerd sans avoir fait aboutir son enquête ; elle s'apprête à prendre la route, fait d'abord une « pause hamburger » dans sa voiture, alors que lui vient une idée. Elle retourne voir Jerry à la concession et lui demande s'il est bien certain qu'il ne lui manque aucune voiture : « en est-il sûr ? », a-t-il fait un inventaire pour cela ? Jerry, maladroitement, oppose une fin de non-recevoir à Marge : ce manque de coopération l’intrigue et elle demande alors à voir « Monsieur Gustavson », Wade, le patron et beau-père de Jerry. Jerry est donc très ennuyé : il simule le dépit et annonce qu'il se plie immédiatement à l'inventaire des voitures. Il s'habille chaudement pour cela et sort de son bureau où Marge reste l'attendre. Quelques minutes après, en jetant un regard par la fenêtre du bureau de Jerry, elle s'aperçoit qu’il est en fait au volant de sa voiture, en train de quitter discrètement la concession : « il fuit l'interrogatoire », se dit-elle à haute voix. Elle alerte alors la police de l'État.
Carl pénètre dans la baraque de Gaear tout en se tenant la mâchoire ensanglantée, comme le sont aussi ses vêtements. Gaear y est en train de déjeuner, les yeux rivés sur sa télévision : il semble profondément absorbé par un feuilleton télévisé « à l'eau de rose ». Carl constate que Jean gît sur le sol à côté de la table de la cuisine et des traces de sang sont visibles sur la paroi de la cuisinière qui sert de chauffage d'appoint : Gaear lui dit qu'elle le dérangeait par ses cris et il a dû lui imposer le silence. Carl lui remet sa part de rançon (40 000 $) et annonce qu'il repart avec la Ciera : Gaear n'est pas d'accord et demande que Carl lui laisse en complément la moitié du prix de la voiture. Carl prétexte de sa blessure, reçue pour être allé chercher la rançon et rappelle en outre qu'il est « debout depuis trente-six heures », pour justifier qu'il mérite de garder la voiture sans devoir verser de dédommagement. Il prend congé de Gaear qui n’a pourtant pas donné son approbation à ce marché. Alors que Carl se dirige vers la Ciera, Gaear sort de la baraque en remettant précipitamment sa chapka, court quelques mètres derrière Carl pour le rattraper et lui asséner un grand coup de hache dans le cou.
Sur le chemin du retour, déjà près de Brainerd, alors qu'elle discute avec son collègue Lou par la radio de service, Marge fait un petit détour par Moose Lake, probablement à la suite de l’information recueillie auprès de M. Mohra par l’agent Olson : elle aperçoit alors la Ciera ocre garée, celle qui est recherchée depuis les trois premiers meurtres de Brainerd. Elle arrête son véhicule, sort son arme, s'approche avec précaution par l’arrière de la baraque de Gaear et le voit de l’autre côté à l’extérieur, tout occupé à enfoncer dans un broyeur de végétaux ce qui reste de Carl, en l'occurrence un pied et sa portion de jambe ; toute la neige environnante est teintée de rouge. Marge met en joue Gaear et l’interpelle à plusieurs reprises : en dépit du bruit produit par le broyeur en action, il finit par entendre ses injonctions et tente de s’enfuir. Marge interrompt sa course d'une balle qui se loge à l’arrière de sa cuisse. Quelques instants après, en transportant Gaear menotté à l'arrière de sa voiture de police, Marge réfléchit amèrement à ce qui s'est passé en avouant qu'elle n'arrive pas à comprendre comment il a pu y avoir tant de violence et de morts pour « une poignée de billets ».
Par ailleurs, Jerry est arrêté à son tour un peu plus tard dans un motel aux environs de Bismarck, en Dakota du Nord, à environ sept cents kilomètres par la route au nord-ouest de Minneapolis.
Dans la dernière scène, Marge et son mari Norm sont ensemble au lit devant leur télévision et discutent d'une des peintures de Norm, un canard colvert, qui a été choisie pour figurer sur un timbre-poste à trois cents. Norm dit qu’il est plutôt déçu qu’on n’ait pas pris sa peinture pour le timbre à vingt-neuf cents, la valeur la plus couramment utilisée. Avec tact et astuce, Marge le rassure amoureusement,,.

## Fiche technique
- Titre original : Fargo

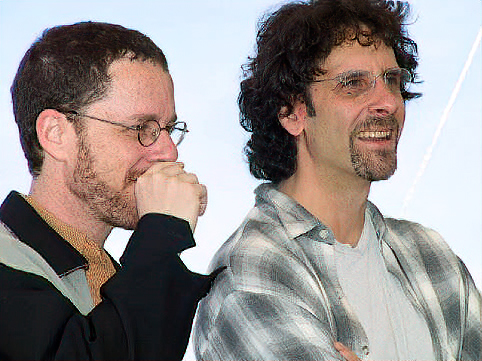
Les frères Coen.

- Réalisation : Joel Coen et Ethan Coen (non crédité)[e]
- Scénario : Joel et Ethan Coen
- Musique : Carter Burwell
- Décors : Rick Heinrichs
- Costumes : Mary Zophres
- Photographie : Roger Deakins
- Son : Eugene Gearty, Skip Lievsay, Lewis Goldstein et Allan Byer
- Montage : Joel et Ethan Coen (crédités en tant que Roderick Jaynes)
- Production : Ethan Coen et Joel Coen (non crédité)
- Producteurs exécutifs : Tim Bevan et Eric Fellner
- Sociétés de production : PolyGram Filmed Entertainment, Working Title Films
- Sociétés de distribution :  Gramercy Pictures,  PolyGram Filmed Entertainment, PolyGram Film Distribution (France), Alliance  (Canada), Ascot Elite Entertainment Group (Suisse)
- Budget : 7 000 000 $[4],[5]
- Pays de production :  États-Unis et  Royaume-Uni
- Langue originale : anglais
- Format : couleur — 35 mm — 1,85:1 — son Dolby SR
- Genre : comédie policière, comédie noire
- Durée : 98 minutes
- Dates de sortie :
  - États-Unis : 8 mars 1996
  - France : 4 septembre 1996
- Classification[6] :
  - États-Unis : R
  - France : interdit aux moins de 12 ans

## Distribution

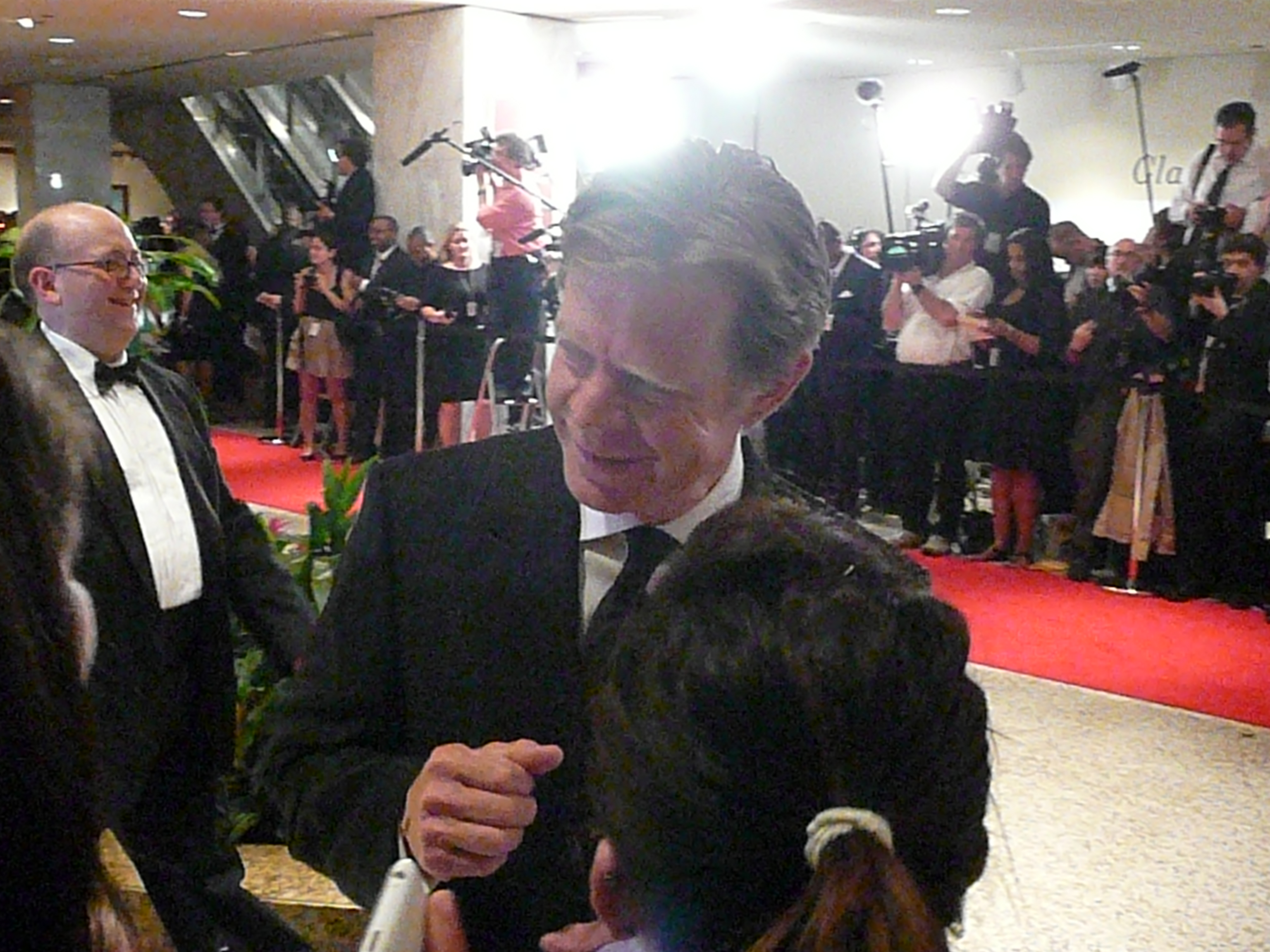
William H. Macy

- Frances McDormand (VF : Nanou Garcia) : Marge Gunderson
- William H. Macy (VF : Frédéric Darié) : Jerry Lundegaard
- Steve Buscemi (VF : Gérard Darier) : Carl Showalter
- Peter Stormare (VF : Bernard Métraux) : Gaear Grimsrud
- Harve Presnell (VF : Jean Michaud) : Wade Gustafson
- John Carroll Lynch (VF : Daniel Kenigsberg) : Norm Gunderson
- Kristin Rudrüd (VF : Muriel Mayette) : Jean Lundegaard
- Tony Denman (VF : Pascal Grull) : Scotty Lundegaard
- Larry Brandenburg (VF : Vincent Grass) : Stan Grossman
- Steve Reevis (VF : François Siener) : Shep Proudfoot
- Bruce Bohne (VF : Olivier Hémon) : Lou, le collègue de Marge
- Cliff Rakerd : l'agent Olson, également collègue de Marge
- Steve Park (VF : Patrice Dozier) : Mike Yanagita
- Bain Boehlke (en) (VF : Michel Debrane) : M. Mohra
- Larissa Kokernot (VF : Odile Schmitt) : une prostituée
- Melissa Peterman (VF : Christèle Wurmser) : une prostituée
- James Gaulke (VF : Boris Rehlinger) : le policier de l'État du Minnesota en patrouille
- José Feliciano : lui-même, le chanteur de l'hôtel Carlton
- Warren Keith (VF : Hervé Icovic) : Reilly Diffenbach (voix au téléphone)
- Bruce Campbell : acteur de soap opera passant à la télévision, caméo non-crédité

## Production

### Attribution des rôles
Joel Coen et Frances McDormand sont, dans la vie, mari et femme depuis 1984. Elle était déjà apparue dans plusieurs films précédents des frères Coen : Sang pour sang (Blood Simple), Arizona Junior, Miller's Crossing et Barton Fink. Pour son rôle, l'actrice a dû s'employer à parfaire son accent du Minnesota. Les frères Coen retrouvent également Steve Buscemi, présent dans Miller's Crossing, Barton Fink et Le Grand Saut.
William H. Macy voulait à tout prix le rôle de Jerry Lundegaard. Ce dont les frères Coen n'étaient pas convaincus. L'acteur se rend alors à New York pour les voir et leur dit : « Je suis très, très inquiet, car vous allez gâcher ce film en donnant le rôle à quelqu'un d'autre. C'est mon rôle, et je tuerai vos chiens si vous ne me le donnez pas ! » Séduits par l'humour et par la détermination de William H. Macy, ils l'engagent.

### Tournage
Le tournage du film débute dans le Minnesota, État natal des frères Coen, le 23 janvier 1995, puis se déplace vers des régions plus froides et davantage enneigées (le Dakota du Nord, puis le Canada) à mesure que le printemps avance.

### Bande originale
Bandes originales des films des frères Coen
Le Grand Saut
(1994) The Big Lebowski
(1997)
La bande originale est composée par Carter Burwell, qui a travaillé sur tous les films précédents des frères Coen. L'album sorti en 1996 reprend également des morceaux composés pour Barton Fink.
Liste des titres de l'album
1. Fargo, North Dakota – 2:47
2. Moose Lake – 0:41
3. A Lot of Woe – 0:49
4. Forced Entry – 1:23
5. The Ozone – 0:57
6. The Trooper's End – 1:06
7. Chewing on it – 0:51
8. Rubbernecking – 2:04
9. Dance of the Sierra – 1:23
10. The Mallard – 0:58
11. Delivery – 4:46
12. Bismarck, North Dakota – 1:02
13. Paul Bunyan – 0:35
14. The Eager Beaver – 3:10
15. Brainerd Minnesota – 2:40
16. Safe Keeping – 1:41

## Accueil

### Accueil critique
Le film reçoit un accueil critique très positif aussi bien dans les pays anglophones qu'en France, recueillant 94 % de critiques favorables, avec un score moyen de 8,4/10 et sur la base de 67 critiques collectées, sur le site Rotten Tomatoes. Sur le site Metacritic, il obtient un score de 85/100, sur la base de 24 critiques collectées. Le site Allociné, ayant recensé cinq critiques, obtient une moyenne de 4,8/5.
Il a été classé dans le Top 100 de l'American Film Institute de 1998, avant d'en être retiré en 2007. Il est inscrit au National Film Registry depuis 2006.

### Box-office
Après une sortie limitée dans trente-six salles le 8 mars 1996, le film sort aux États-Unis le 5 avril 1996 dans 716 salles et rapporte 2 536 491 $ pour son premier week-end d'exploitation. Il rapporte dans le monde entier 60 611 975 $, dont 24 611 975 $ aux États-Unis. En Europe, il réalise 647 083 entrées en France, 143 022 entrées en Suisse et 85 000 entrées en Belgique. Il dépasse les cent mille entrées en Espagne (508 197), au Royaume-Uni (437 403), en Allemagne (283 722) et en Italie (189 291).

## Distinctions
Cette section récapitule les principales récompenses et nominations obtenues par le film. Pour une liste plus complète, il convient de se référer à l'Internet Movie Database.

### Récompenses
- Festival de Cannes 1996 : prix de la mise en scène (Joel Coen)
- Australian Film Institute Awards 1996 : meilleur film étranger
- Oscars 1997 : meilleure actrice (Frances McDormand) et meilleur scénario original (Ethan Coen, Joel Coen)
- BAFTA Awards 1997 : prix David Lean du meilleur réalisateur (Joel Coen)
- Screen Actors Guild Awards 1997 : meilleure actrice (Frances McDormand)
- Saturn Awards 1997 : meilleur film d'action, d'aventures ou thriller
- Satellite Awards 1997 : meilleur film dramatique, meilleure actrice (Frances McDormand), meilleur réalisateur
- Empire Awards 1997 : meilleure actrice (Frances McDormand)
- Critics' Choice Movie Awards 1997 : meilleur film et meilleure actrice (Frances McDormand)
- Independent Spirit Awards 1997 : meilleur film, meilleur acteur (William H. Macy), meilleure actrice (Frances McDormand), meilleure réalisation, meilleur scénario et meilleure photographie
- Prix Sant Jordi du cinéma 1997 : meilleur acteur étranger (Steve Buscemi) également pour Ça tourne à Manhattan

### Nominations
- Oscars 1997 : meilleur second rôle (William H. Macy), meilleure photographie (Roger Deakins), meilleur réalisateur (Joel Coen), meilleur montage (Roderick Jaynes) et meilleur film
- BAFTA Awards 1997 : meilleur film, meilleur scénario original (Ethan Coen, Joel Coen), meilleure actrice (Frances McDormand), meilleure photographie (Roger Deakins) et meilleur montage (Roderick Jaynes)
- Golden Globes 1997 : meilleur film musical ou comédie, meilleure actrice dans un film musical ou une comédie (Frances McDormand), meilleur réalisateur (Joel Coen), meilleur scénario (Ethan Coen)
- César 1997 : meilleur film étranger
- Union de la critique de cinéma 1997 : grand prix
- Screen Actors Guild Awards 1997 : meilleur acteur dans un second rôle (William H. Macy)
- Saturn Awards 1997 : meilleure actrice (Frances McDormand) et meilleure réalisation (Joel Coen)
- Satellite Awards 1997 : meilleur acteur (William H. Macy), meilleur scénario original, meilleur acteur dans un second rôle (Steve Buscemi) et meilleur montage

## Adaptation télévisée
En mars 2013, la chaîne FX annonce la commande de dix épisodes d'une série télévisée adaptée de Fargo. Créée par Noah Hawley, la série est produite notamment par Joel et Ethan Coen et diffusée à compter du 15 avril 2014. La série se passe dans la ville de Bemidji dans le Minnesota, dix-neuf ans après les évènements du film et avec un casting différent.

## Autour du film
- Le générique d'ouverture indique que le film est inspiré d'un fait réel, alors que le générique de fin révèle qu'il s'agit d'une fiction[5]. Les Frères Coen se sont appuyés sur l'escroquerie d'un employé de General Motors et du meurtre de Helle Crafts (en)[14].
- Lorsque Fargo est nommé à l'Oscar du meilleur montage, Joel et Ethan Coen avouent que le nom de Roderick Jaynes figurant au générique est un nom d'emprunt sous lequel ils se sont cachés. Ils avaient ainsi monté certains de leurs précédents films : Sang pour sang (1984) et Barton Fink (1991)[5].
- Une statue de Paul Bunyan, figure légendaire du folklore américain, est visible dans le film.
- Le scénario du film dramatique américain Kumiko, the Treasure Hunter, réalisé par David Zellner et sorti en 2014, est basé sur la recherche de la mallette cachée par Carl.
- Bruce Campbell fait un caméo non-crédité dans le rôle d'un acteur de soap opera que regarde le tueur à gage Gaear Grimsrud à la télévision. En 2015, le même acteur interprètera le rôle de Ronald Reagan dans la saison 2 de la série télévisée Fargo.